# Cyclophora kessleri
Cyclophora kessleri là một loài bướm đêm trong họ Geometridae.